# 内蒙古自治区公安厅
内蒙古自治区公安厅是内蒙古自治区人民政府组成部门，负责领导、管理内蒙古自治区的公安保卫工作，接受内蒙古自治区人民政府和中华人民共和国公安部的双重领导。

## 历任厅长
- 王再天
- 毕力格巴图尔（1956年—1972年）
- 石占宽（1984年5月26日—）
- 李庆玉（1995年6月2日—2001年10月25日）
- 祝广垲（2001年10月25日－2005年3月31日）
- 赵黎平（2005年3月31日－2012年7月21日）
- 马明（2012年6月－2018年2月）
- 杨伟东（2018年2月－2019年3月）
- 衡晓帆（2019年3月－2022年7月）
- 郑光照（2022年7月－）